# Крутов, Александр Николаевич (политик)
Александр Николае́вич Кру́тов (13 октября 1947, Умба, Мурманская область, СССР) — советский и российский политический и общественный деятель, публицист. Депутат Государственной Думы четвёртого созыва (фракция «Родина»), телеведущий. Главный редактор журнала «Русский Дом».

## Биография
Родился 13 октября 1947 года в поморском рыбацком селе на берегу Белого моря.
Окончил факультет журналистики Московского государственного университета в 1971 году.
С 1983 года — комментатор Главной редакции информации Центрального телевидения (программа «Время»).
В 1987—1989 годах — ведущий телевизионной программы «Прожектор перестройки».
В 1989—1991 годах — народный депутат СССР. Был активным членом КПСС, в 1988—1990 годах избирался от КПСС, активно высказывался в поддержку позиции Нины Андреевой.
С 1992 года по 1997 год — генеральный директор телекомпании «Подмосковье», с 1997 года по 2001 год — генеральный директор ТРВК «Московия», главный редактор ТРВК «Московия».
С октября 1992 по январь 2004 года — автор и ведущий религиозной программы «Русский Дом» на Московском телеканале, позже на телеканале «Московия» (с 2001 — «Третий канал»).
В декабре 2003 года избран депутатом Государственной Думы четвёртого созыва. Заместитель председателя Комитета по информационной политике, член Комиссии по мандатным вопросам и вопросам депутатской этики, член Комиссии по техническому регулированию.
С июня 2006 года (после смерти Вячеслава Клыкова) — президент Международного фонда славянской письменности и культуры.
Стал учредителем основанного в декабре 2006 года фонда «Возвращение», ратующего за возвращение исторических традиций, нравственных ценностей и названий, существовавших в России до 1917 года и отвергнутых за годы советской власти.

## Убеждения и личная жизнь
По убеждениям является монархистом. В 2005 году стал подписантом антисемитского обращения, известного под названием «письмо 500», а в апреле 2007 года требовал от Генпрокуратуры России расследования версии ритуального убийства евреями детей в Красноярске.

## Участие в общественных организациях
- академик Российской академии естественных наук,
- академик Академии российской словесности,
- академик Международной академии информатизации.

## Награды и звания
- Лауреат премии Союза журналистов СССР.